# Euploea catana
Euploea catana är en fjärilsart som beskrevs av Hans Fruhstorfer 1904. Euploea catana ingår i släktet Euploea och familjen praktfjärilar. Inga underarter finns listade i Catalogue of Life.